# Chondracanthus triventricosus
Chondracanthus triventricosus – gatunek morskiego, pasożytniczego widłonoga z rodziny Chondracanthidae. Jako pierwszy opisał go w 1970 roku amerykański biolog Aaron Daniel Sekerak (1940–2007). Okazy typowe pozyskano z jam nosowych karmazynów pacyficznych (Sebastodes alutus) złowionych w północno-wschodnim Pacyfiku u wybrzeży Oregonu i Kolumbii Brytyjskiej.